# Президентські вибори в Грузії 2008
Дострокові президентські вибори в Грузії пройшли 5 січня 2008 року. За їх результатами у першому турі переміг Міхеіл Саакашвілі з результатом 53,47 % голосів виборців. Його головний суперник — кандидат від об'єднаної опозиції Леван Ґачечіладзе отримав 25,69 %. У президенти балотувалися 22 кандидата, з них 7 кандидатів брали участь у виборах. Явка склала 56,19 % (1,982,318). Для того, щоб брати участь у виборах, треба було зібрати 50,000 підписів своїх прихильників.

## Передісторія
Передумовою до дострокових президентських виборів стали виступи опозиції в кінці 2007 року. У вересні 2007 року Іраклій Окруашвілі виступив на опозиційному каналі «Імеді» з викривальною промовою на адресу Михайла Саакашвілі. У ній він заявив, що політичні опоненти Саакашвілі (зокрема, Зураб Жванія) були усунені за його наказом. Окруашвілі був заарештований, але потім за заставу в розмірі 6 000 000 $ відпущений за кордон. 
2 листопада опозиція вивела своїх прихильників на вулиці Тбілісі. На центральній вулиці Руставелі на мітинг зібралося, за різними оцінками, від 50 000 до 90 000 чоловік. Вони вимагали проведення дострокових парламентських виборів і зміни виборчого законодавства. Коли влада відмовилася йти на поступки, опозиціонери заявили, що їхня акція стає безстроковою і зажадали відставки президента і проведення дострокових президентських виборів. У наступні дні кількість мітингувальників скоротилася до 10 000 — 20 000, пізніше кількість демонстрантів скоротилася до кількох тисяч. Вранці, 7 листопада, коли біля будівлі парламенту знаходилося близько 200 чоловік, їх відтіснили з площі співробітники поліції, посилаючись на те, що учасники акції заважають руху громадського транспорту, а площа потребує прибирання. Між мітингувальниками та поліцією зав'язалася бійка, до площі почали стягуватися сили опозиції (близько 20 000 чоловік). Весь вечір в Тбілісі тривали заворушення, а потім по телебаченню виступив Михайло Саакашвілі і оголосив про призначення президентських виборів на 5 січня, проведення референдумів щодо вступу в НАТО і визначенню дати парламентських виборів.

## Кандидати
- Леван Гачечиладзе, об'єднана опозиція
- Бадрі Патаркацишвілі, самовисуванець
- Давид Гамкрелідзе, «Нові праві»
- Шалва Нателашвілі, «Лейбористська партія Грузії»
- Михайло Саакашвілі, президент
- Ірина Сарішвілі-Чантурія, партія «Імеді»
- Георгій Маїсашвілі, «Партія майбутнього»

## Екзит-поли
Результати екзит-полів: 4 державні компанії віддали перемогу в першому турі Саакашвілі з 53,5 %, Гачечиладзе, за їхніми даними, набрав 29,1 %.

## Результати
| Место               | Кандидат                 | Число голосов | %     |
| ------------------- | ------------------------ | ------------- | ----- |
| 1                   | Михайло Саакашвілі       | 1,060,042     | 53,47 |
| 2                   | Леван Гачечиладзе        | 509,234       | 25,69 |
| 3                   | Бадрі Патаркацишвілі     | 140,826       | 7,10  |
| 4                   | Шалва Нателашвілі        | 128,589       | 6,49  |
| 5                   | Давид Гамкрелідзе        | 79,747        | 4,02  |
| 6                   | Георгій Маїсашвілі       | 15,249        | 0,77  |
| 7                   | Ірина Сарішвілі-Чантурія | 3,242         | 0,16  |
| недійсних бюлетенів | 33,199                   | 2,30          |       |

## Підрахунок голосів і оцінка міжнародних спостерігачів
За даними ЦВК, після підрахунку всіх бюлетенів, за виключенням незначної кількості бюлетенів із закордонних дільниць, Саакашвілі здобув майже 53 % голосів.
Це майже удвічі більше, ніж його найближчий суперник Леван Ґачечіладзе, який, однак, відкинув результат виборів і тисячі його прихильників влаштували акцію протесту.
Саакашвілі назвав вибори найбільш вільними в історії Грузії.
Західні спостерігачі назвали вибори переважно демократичними, проте Росія вважала таку оцінку поверховою.
Голова місії ОБСЄ Алсі Гейстінґс сказав, що, попри певні порушення, вибори відповідали міжнародним стандартам.
Голова Організації з безпеки і співробітництва в Європі, яка надіслала на вибори спостерігачів, Террі Девіс закликала лідерів Грузії продемонструвати політичну зрілість і повагу до демократичного процесу.
Водночас Девіс зауважив, що у разі якщо опозиція має докази шахрайства, то їх слід надати міжнародним спостерігачам.
Голова комітету російської Думи у справах країн СНД Костянтин Затулін сказав, що оцінка ОБСЄ не викликає довіри.
Українське МЗС закликало всі політичні сили Грузії утриматися від дій, які могли б підірвати стабільність у країні. 